# Saint-Étienne-de-Carlat
 Saint-Étienne-de-Carlat  es una población y comuna francesa, situada en la región de Auvernia, departamento de Cantal, en el distrito de Aurillac y cantón de Vic-sur-Cère.

## Demografía
| 174 | 145 | 111 | 108 | 105 | 115 |
| Para los censos de 1962 a 1999 la población legal corresponde a la población sin duplicidades (Fuente: INSEE [Consultar]) |     |     |     |     |     |